# ناحیه سن لوئی
ناحیه سن لوئی (به لاتین: Saint-Louis Region) یک منطقهٔ مسکونی در سنگال است. ناحیه سن لوئی ۱۹٬۲۴۱ کیلومتر مربع مساحت و ۸۷۰٬۶۲۹ نفر جمعیت دارد.